# Новоекатериновская
Новоекатери́новская — станица в Кочубеевском районе (муниципальном округе) Ставропольского края России.

## Варианты названия
- Новая Екатериновская,
- Ново-Екатериновская,
- Ново-Екатериновское[3].

## География
Расстояние до краевого центра: 31 км.
Расстояние до районного центра: 20 км.

## История
Хутор Тёмнолесский был основан в 1792 году отставными казаками и солдатами Стрижаментских редутов и крепостей.
В 1916 году хутор Тёмнолесский Лабинского отдела переименован в станицу Ново-Екатериновску.
На 1 марта 1966 года станица числилась в составе Дворцовского сельсовета:14.
До 16 марта 2020 года станица входила в состав упразднённого Стародворцовского сельсовета.

## Население
| 1867 | 1871 | 1882 | 1896 | 1916 | 1989 | 2002 |
| ---- | ---- | ---- | ---- | ---- | ---- | ---- |
| 349  | ↘297 | ↗308 | ↗415 | ↗764 | ↘615 | ↘503 |
| 2010 | 2012 | 2014 |      |      |      |      |
| ↘447 | ↘441 | ↗500 |      |      |      |      |

По данным переписи 2002 года в национальной структуре населения преобладают русские (88 %).

## Инфраструктура
- Основная общеобразовательная школа № 21[12]. Образована 14 октября 1918 года как начальная школа станицы Екатериновской[13].
- Фельдшерско-акушерский пункт[14]

## Люди, связанные со станицей
- Михаил Трифонович Сотников (1917—1945), Герой Советского Союза, уроженец станицы Новокатериновской[15][16]

## Памятники
- Братская могила двух красных партизан, погибших в годы гражданской войны, и двух лётчиков, погибших в борьбе с фашистами. 1918—1920, 1942, 1948 года[17]

## Кладбища
На южной окраине станицы расположено общественное открытое кладбище площадью 8 тыс. м².